# Îlot de Spargiottello
L'Îlot de Spargiottello (en italien Isolotto di Spargiottello) est une île italienne rattachée administrativement à La Maddalena, commune de la province de Sassari, en Sardaigne.

## Description
L'îlot, inhabité, est situé à proximité de l'île de Spargiotto, dans le nord-ouest de l'île de Spargi. Son accès est interdit aux bateaux et aux visiteurs en raison de la présence de nombreuses espèces aviaires protégées, comme le cormoran (marangone), la mouette corse et le goéland, qui déposent ici leurs œufs.
C'est un lieu prisé par les plongeurs,.
L'îlot fait partie du parc national de l'archipel de La Maddalena.